# Nana Attakora
Nana Attakora-Gyan (North York, 27 marzo 1989) è un allenatore di calcio ed ex calciatore canadese di origine ghanese, di ruolo difensore.

## Carriera

### Club
Durante la sua carriera ha vestito solo la maglia del Toronto, prima di trasferirsi ai San Jose Earthquakes.

## Palmarès

### Club

#### Competizioni nazionali
- Canadian Championship: 2

Toronto: 2009, 2010
- Campionato NASL II: 1

San Francisco Deltas: 2017